# Serica narya
Serica narya är en skalbaggsart som beskrevs av Ahrens 1999. Serica narya ingår i släktet Serica och familjen Melolonthidae. Inga underarter finns listade i Catalogue of Life.